# Wahlkreis Dresden 1 (1994–1999)
Der Wahlkreis  Dresden 1 war ein Landtagswahlkreis zu den sächsischen Landtagswahlen 1994 und 1999. Er hatte die Wahlkreisnummer 42. Das Wahlkreisgebiet umfasste den Dresdener Stadtbezirk Cotta.

## Wahl 1999
Die Landtagswahl 1999 fand am 19. September 1999 statt und hatte für den Wahlkreis Dresden 1 folgendes Ergebnis.
| Direktkandidat      | Partei          | Erststimmen in % | Zweitstimmen in % |
| ------------------- | --------------- | ---------------- | ----------------- |
| Lars Rohwer         | CDU             | 51,9             | 57,3              |
| Ralf Müller         | SPD             | 10,6             | 07,7              |
| Cornelia Ernst      | PDS             | 25,9             | 23,4              |
| Anne-Katrin Olbrich | GRÜNE           | 05,5             | 04,4              |
| Erna Koritz         | F.D.P.          | 01,3             | 00,8              |
|                     | BüSo            |                  | 00,2              |
| Peter Berauer       | DSU             | 01,5             | 00,4              |
|                     | GRAUE           |                  | 00,5              |
| Jürgen Ehlig        | REP             | 01,5             | 01,1              |
| -                   | FP Deutschlands | -                | 00,0              |
| -                   | pro DM          | -                | 02,0              |
| -                   | KPD             | -                | 00,1              |
| Hermann Grunert     | NPD             | 01,8             | 01,7              |
| -                   | Forum           | -                | 00,3              |
| -                   | PBC             | -                | 00,1              |

Es waren 52.624 Personen wahlberechtigt. Die Wahlbeteiligung lag bei 60,1 %. Von den abgegebenen Stimmen waren 1,3 % ungültig. Als Direktkandidat wurde Lars Rohwer (CDU) gewählt. Er erreichte 57,3 % aller gültigen Stimmen.

## Wahl 1994
Die Landtagswahl 1994 fand am 11. September 1994 statt und hatte folgendes Ergebnis für den Wahlkreis Dresden 1:
| Direktkandidat   | Partei | Erststimmen in % | Zweitstimmen in % |
| ---------------- | ------ | ---------------- | ----------------- |
| Arnold Vaatz     | CDU    | 52,9             | 56,5              |
| Ralf Müller      | SPD    | 23,4             | 12,3              |
| Günter Hielscher | F.D.P. | 03,6             | 01,4              |
| Peter Teichmann  | GRÜNE  | 16,0             | 05,8              |
| Peter Berauer    | DSU    | 02,0             | 00,6              |
| Holger Szymanski | REP    | 02,1             | 01,1              |
|                  | Forum  | -                | 01,0              |
|                  | PDS    |                  | 20,9              |
|                  | SPS    | -                | 00,5              |

Es waren 54.772 Personen wahlberechtigt. Die Wahlbeteiligung lag bei 55,2 %. Von den abgegebenen Stimmen waren 1,5 % ungültig. Als Direktkandidat wurde  Arnold Vaatz (CDU) gewählt. Er erreichte 52,9 % aller gültigen Stimmen.